# 白葚蛹笔螺
白葚蛹笔螺（学名：Pusia cancellarioides），是新腹足目蛹笔螺科Pusia的一种。主要分布于台湾，常栖息在潮间带岩礁。